# 겨루기

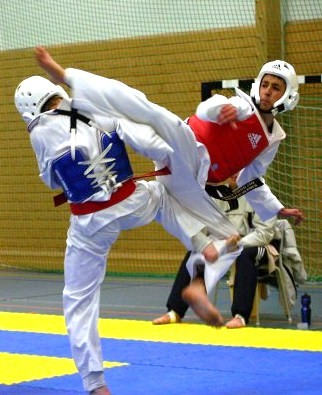

겨루기는 많은 격투 스포츠에서 나타나는 공통적인 훈련의 한 형태이다. 그 형태는 다양하지만 본질적으로 부상을 최소화하기 위한 충분한 규칙, 관습 또는 합의가 있는 상대적으로 ' 자유 형식 '의 싸움이다. 그외에도 토론, 게임 등에서도 이러한 용어가 사용된다.